# Iztok Puc
Iztok Puc (14 de setembre de 1966 – 20 d'octubre de 2011), fou un jugador d'handbol eslovè, considerat un dels millors jugadors del món durant els 1980 i 1990.
Durant la seva carrera ha jugat professionalment pels equips RK Borac, RK Zagreb, RK Celje i RD Prule 67 i va guanyar un total de 18 trofeus locals. Fou també membre del RK Zagreb, equip amb el qual va guanyar la Copa d'Europa d'handbol el 1992 i 1993. És l'únic jugador d'handball que va representar tres països diferents als Jocs Olímpics d'Estiu (Iugoslàvia, Croàcia i Eslovènia), i va guanyar el bronze amb Iugoslàvia el 1988 i l'or amb Croàcia el 1996. El 2009, fou nomenat el millor jugador de la història de l'handbol eslovè. Després de la seva mort, s'atorga anualment un premi amb el seu nom a la millor promesa de l'handbol eslovè i croata, i que es dona alternativament un any al millor eslovè i un any al millor croata.